# Кальхат
Кальхат (араб. قلهات‎) — портовый малый город в Султанате Омане, на восточном побережье Аравийского полуострова, на берегу Оманского залива Индийского океана. Расположен у мыса Кальхат, в устье Вади-Хилам, у подножья гор Эль-Хаджар-эш-Шарки, на территории вилайета Сур, к юго-востоку от Курайята и Тиви, примерно в 230 км к юго-востоку от Маската и в 20 км к северо-западу от города Сур, административного центра мухафазы Южная Эш-Шаркия. Расположен к северо-западу от места археологических раскопок древнего одноимённого города, включённого в список объектов всемирного наследия ЮНЕСКО.
Западнее города проходит шоссе Сур — Маскат.
Кальхат является портом, предназначенным для экспорта сжиженного природного газа (СПГ). Ежегодно экспортирует до 3,3 млн тонн газа (2016).

## История
Калату — большой город в заливе того же имени; от Дуфара он на северо-запад в тысяче шестистах милях. Это знатный морской город. Живут там сарацины, молятся Мухаммеду; они подчинены Кормозу; всякий раз, как мелик Кормоза воюет с кем-нибудь посильнее его, он приходит сюда: тут крепость, мелик ничего и не боится. Хлебов у них нет; привозят им хлеб из других мест; привозят его купцы на своих судах. — Тут прекрасная пристань, и много судов приходит сюда с разными товарами из Индии, и торгуют здесь хорошо, потому что из этого города товары и пряности везутся внутрь страны, по многим городам и замкам.
Вывозится отсюда в Индию много хороших скакунов, а купцам от этого большая выгода. Из этой страны и из других, о которых я вам рассказывал прежде, много хороших лошадей вывозится в Индию, — так много, что и не счесть. Город этот при входе в залив Калату; без их воли ни одно судно не может ни войти, ни выйти из залива.
Много раз здешнего мелика сильно притеснял судан крерманский, его государь; потребует судан от курмозского мелика дань или иной какой налог, а тот отказывается платить; пошлет судан войска вымогать дань; а мелик тогда уходит из Курмоза, садится на суда и приплывает в этот город, тут и живет, ни одному судну прохода не дает, а судану крерманскому от того большой убыток, и начинает он мириться с курмозским меликом, соглашается на меньшее против того, что сперва требовал. — Скажу вам ещё, у курмозского мелика есть замок посильнее города и получше ещё защищает залив и море. — Жители здесь, сказать по истинной правде, питаются финиками и солёною рыбою, — её у них вдоволь; а кто познатнее, тот ест и получше.
Город был важным портом на восточном побережье Аравийского полуострова, активно развивавшимся с XI по XV век н. э. во времена правителей Ормуза, которые координировали жизненно важный экспорт лошадей, фиников, благовоний и жемчуга. Здесь находилась резиденция правителей и их убежище. Являлся второстепенной столицей государства.
О нём писали Ибн Баттута и Абд ар-Раззак Самарканди. В «Хожение за три моря» тверского купца Афанасия Никитина упоминается как Галат (Эттеров список Львовской летописи XVI века: «А отъ Гурмыза итти морем до Голат 10 дни, а Галаты до Дѣгу шесть дни»), Голат и Калата (Троицкий список конца XV — начала XVI века), в «Книге о разнообразии мира» Марко Поло — как Калату.
В 1507 году в Кальхат прибыла португальская эскадра под командованием адмирала Афонсу д’Албукерки. Город согласился стать вассалом Португалии и платить дань. В январе 1508 года Албукерки покинул государство Ормуз. В 1515 году португальская эскадра под командованием адмирала Албукерки вновь появилась у берегов Ормуза и Албукерки восстановил власть Португалии в подконтрольных Ормузу городах на оманском побережье. Албукерки построил дозорно-сторожевой пост в Кальхате. В ноябре 1521 года в ответ на распоряжения короля Португалии Мануэла I насчёт перехода всех ормузских таможен под прямое португальское управление арабы подняли мятеж. В ночь на 30 ноября арабы напали на дозорно-сторожевой пост в Кальхате и захватили порт. Правитель Максата шейх Рашид ал-Маскати не присоединился к мятежу, отделился от Ормуза, отбил по пути на Ормуз у мятежников Кальхат, где располагался штаб руководителя повстанцев оманского побережья, шейха Далавара Шаха ал-Фали, брата визиря Ормуза (погиб в бою).
Заброшен в XVI веке.

## Археология
Город окружён внутренними и внешними стенами, площадь 35 га, за пределами городских стен расположены некрополи. Древний город Калхат служит уникальным археологическим свидетельством торговли между жителями восточного побережья Аравийского полуострова, Восточной Африки, Индии, Китая и Юго-Восточной Азии. Заброшен в XVI веке. Место археологических раскопок не было заселено позднее и сохранилось в подлинном виде.
Сохранились мавзолей Биби Марьям и подземная цистерна, часть городского водопровода-фаладжа.
Вдоль западной стороны территории места археологических раскопок построено шоссе.
Является объектом национального культурного наследия Омана и поэтому находится под самым высоким правовым уровнем защиты национального наследия в соответствии с Королевским указом № 6/80. В 2018 году в ходе 42-й сессии Комитет всемирного наследия включил объект в список объектов всемирного наследия ЮНЕСКО. В настоящее время объект закрыт для посетителей с целью продолжения раскопок и мер по сохранению, и никакой инфраструктуры для посетителей не существует.

## Комплекс по производству сжиженного природного газа

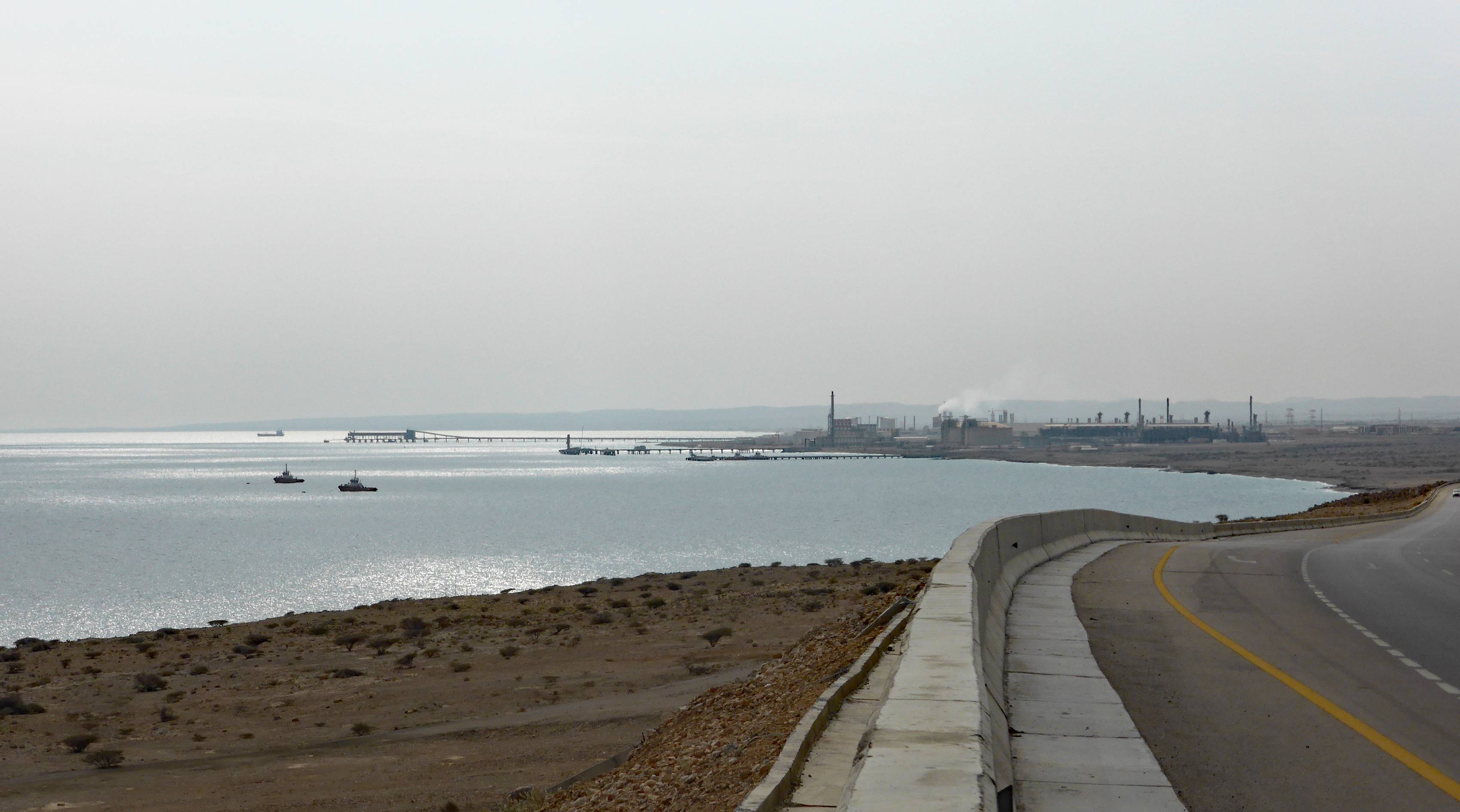
Вид на терминал и завод по производству сжиженного природного газа (СПГ) в Кальхате

В Кальхате создан крупный комплекс по производству сжиженного природного газа (СПГ): три завода (общей мощностью 34 млн м³ в день или 10,4 млн т в год) принадлежат компании Oman LNG, основанной в феврале 1994 года указом султана Кабуса бен Саида. Это самое крупное совместное предприятие в Омане. Помимо сжиженного природного газа комплекс производит сопутствующие продукты и газоконденсатные жидкости. В 2000 году открыт завод Oman LNG, в 2003 году создана компания Qalhat LNG, в декабре 2005 году завод Qalhat LNG отгрузил свою первую партию сжиженного природного газа. В 2013 году произошло слияние компаний Oman LNG и Qalhat LNG. Существующие мощности загружены на 70 % (2014). Оман экспортирует сжиженный природный газ, главным образом в Республику Корея (покупатель — Южнокорейская газовая корпорация (KOGAS)) и Японию (Osaka Gas, Itochu), а также в Сингапур (BP Singapore). Покупателем газового конденсата (NGL) также является оманская OQ. Поставщиком природного газа является Petroleum Development Oman (PDO). Сжиженный газ вывозит Оманская судоходная компания (Oman Shipping Company, OSC).
Природный газ производства СПГ и попутных продуктов добывается на месторождениях Барик, Саих-Нихайда и Саих-Рауль. На завод СПГ газ поступает с газосборного завода в Саих-Рауль в центральном Омане. На этом заводе отделяются тяжелые фракции и вода до такой степени, чтобы сделать возможным транспортировку газа по однофазному трубопроводу длиной в 360 км и диаметром в 48 дюймов (1200 мм), рассчитанному на объёмы до 12 млрд м³ в год. Оператором газопровода является OQ.
Сырой газ, добываемый в Омане, содержит CO2, N2, воду, некоторое количество ртути и тяжёлые углеводороды. Эти составляющие отделяются на стадии подготовки газа. После чего, на второй стадии, газоконденсаты (в основном, гексан и пентан) разделяются при фракционной дистилляции. На главном криогенном теплообменнике газ сжижается. На заводе в Омане нет стадии промежуточного охлаждения и дистилляции для отделения сжиженного нефтяного газа (пропан и бутан), как на некоторых других заводах.